# Грессиль
Грессиль — один из демонов в христианстве.
В христианских верованиях, касающихся областей демонологии, Грессиль является демоном нечистоты и неряшества. Считается, что ему противостоит Святой Бернард. Он был третьим в иерархии Престолов (один из ангельских чинов). Он также известен как Кресиль. При экзорцизме в Лудуне он вместе с шестью другими демонами владел настоятельницей монастыря Жанной Дезанж, во время экзорцизма вышел третьим через бок одержимой. Грессиля довольно часто упоминали и другие одержимые.

## В литературе
Идея «Грессиля» развивалась с течением времени. Во многих современных произведениях художественной литературы Грессиль — это монстр или чудовище, похожее на летающую ящерицу с фиолетовыми крыльями летучей мыши, дьявольским телом и головой рептилии. Грессиль, как утверждается, питается падалью, но, как известно, нападает и на живых, когда его провоцируют. Грессили обитают в глубокой тёмной пещере, но говорят, они выходят из неё в дневное время, поскольку люди склонны охотиться на рассвете. Поскольку они падальщики, они едят то, что люди оставляют после охоты. Грессили обычно не нападают на людей без причины.

## В видеоиграх
- В видеоигре Golden Sun: The Lost Age, Грессили это демонические существа, живущие в пещере, непосредственно под островом Изюмо. Они предназначены для защиты магического камня.
- В игровом мире Warcraft есть меч, называемый «Грессиль, Заря Руин».

## В кино
- Также Грессиль является персонажем фильма Призрачный гонщик и повелевает стихией земли.